# Gerard ter Borch

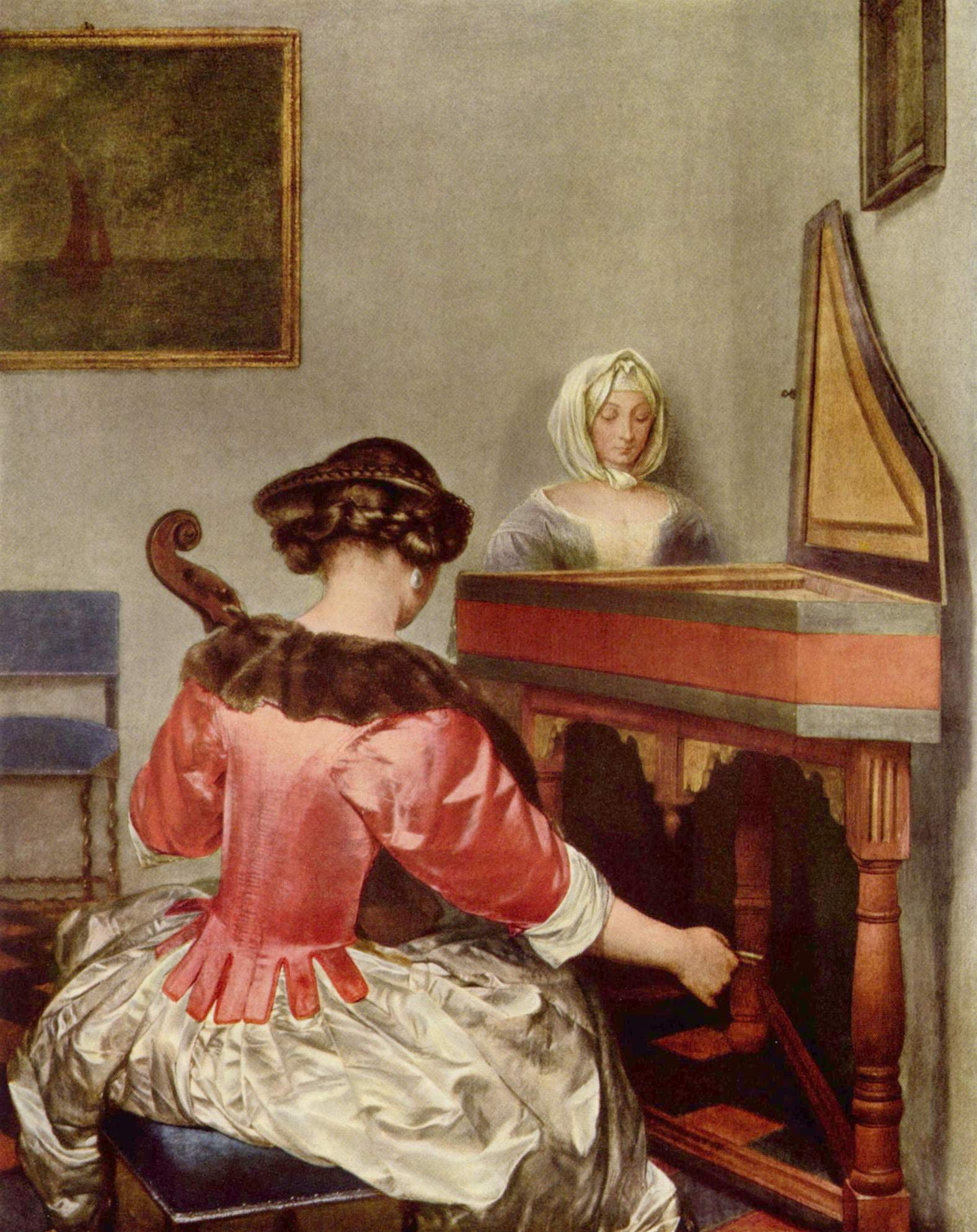
Koncert (1655)

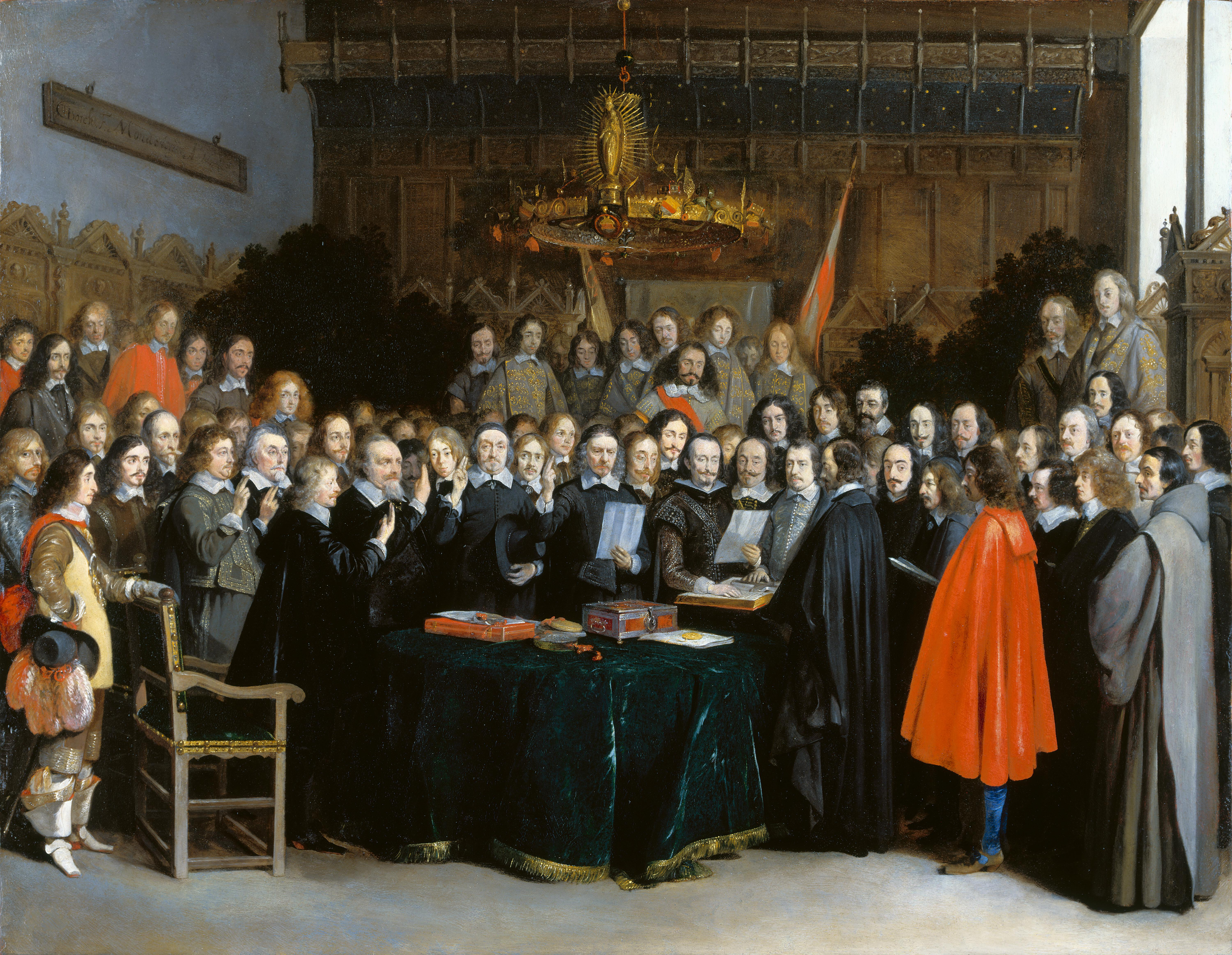
Traktat westfalski (Traktat pokojowy z Münster) (1648)

Gerard ter Borch lub Terborch (ur. w grudniu 1617 w Zwolle, zm. 8 grudnia 1681 w Deventer) – holenderski malarz i rysownik okresu baroku, przedstawiciel malarstwa rodzajowego.
Jego ojciec, Gerard ter Borch starszy, także był malarzem. W 1635 roku Gerard ter Borch młodszy wyruszył w 5-letnią podróż, podczas której odwiedził Anglię, Włochy i Francję. W latach 1640–41 przebywał we Włoszech i Hiszpanii, a między 1646 i 1648 odwiedził Münster, gdzie namalował obraz Traktat westfalski (Traktat pokojowy z Münster). Przede wszystkim jednak malował sceny rodzajowe i portrety. Na początku swojej kariery malarskiej (lata 30.-50.) malował głównie sceny z życia codziennego ubogich ludzi. W 1654 osiadł w Deventer, gdzie tworzył przedstawienia bogatych rodzin.

## Wybrane dzieła
- Autoportret – (ok. 1668), Mauritshuis, Haga
- Chłopiec iskający psa – (ok. 1655), Stara Pinakoteka, Monachium
- Dziewczyna obierająca jabłko – (ok. 1660), Muzeum Historii Sztuki w Wiedniu
- Czytająca list – (1675), olej na płótnie, 70 × 54 cm, Ermitaż, Rosja
- Elegancki żołnierz – (ok. 1662-63), Luwr, Paryż
- Iskanie wszy (Matka czesząca dziecko) – (1653), Mauritshuis, Haga
- Kielich lemoniady – (1663-64), Ermitaż, Sankt Petersburg
- Kobieta myjąca ręce – (ok. 1655), Galeria Obrazów Starych Mistrzów w Dreźnie
- Koncert – (1655), Gemäldegalerie, Berlin
- Koncert – (ok. 1657), Luwr, Paryż
- Koncert – (ok. 1675), Art Museum, Cincinnati
- Lekcja gry na gitarze – (ok. 1667), National Gallery w Londynie
- List – (ok. 1655), Stara Pinakoteka, Monachium
- List – (1661-62), Royal Collection, Londyn
- Oficer piszący rozkaz – Muzeum Narodowe w Warszawie
- Ojcowskie napomnienie (Towarzystwo we wnętrzu) – (1654), olej na płótnie, 71 × 73 cm Rijksmuseum, Amsterdam
- Pijąca wino – (1656-57), Städelsches Kunstinstitut, Frankfurt nad Menem
- Portret Heleny van der Schalke – (1648), Rijksmuseum, Amsterdam
- Portret kobiety – (1652), Muzeum Thyssen-Bornemisza, Madryt
- Portret oficera – (ok. 1680), Ermitaż, Sankt Petersburg
- Portret rodziny Stone-Whetter – (ok. 1654), Gemäldegalerie, Berlin
- Rodzina szlifierza – (ok. 1653), Gemäldegalerie, Berlin
- Skrzypek – (ok. 1665), Ermitaż, Sankt Petersburg
- Tańcząca para – (1660), Polesden Lacey, Dorking
- Toaleta damy – (ok. 1660), Institute of Arts, Detroit
- Traktat pokojowy w Münster (Traktat westfalski) – (1648), National Gallery w Londynie
- Wiejski listonosz – (ok. 1655), Ermitaż, Sankt Petersburg